# Игор Коливанов
Игор Коливанов е бивш руски футболст, нападател. Голмайстор в последното издание на шампионата на СССР през сезон 1991. За последно работи като старши треньор на ФК Уфа.

## Кариера
Кариерата на Коливанов започва във ФШМ Москва. През 1985 преминава в Спартак Москва и изиграва 2 срещи. От 1986 до 1991 е състезател на Динамо. През 1989 дебютира за отбора на СССР срещу Полша. През 1990 става европейски шампион за младежи. През сезон 1991 Коливанов става голмайстор на съветската висша лига. На 5 октомври 1991 вкарва 5 гола на Днепър. В началото на 1992 е закупен за 2,5 млн. евро от Фоджа. Там той играе със сънародника си Игор Шалимов в Серия А. Същата година играе на Евро 1992 в националия отбор на ОНД. През 1994 получава тежка травма в мач срещу Сан Марино и се връща в игра чак през април 1995. В края на сезона Фоджа изпада в Серия Б. На следващия сезон Коливанов е избран за капитан на отбора. Преди началото на 1996/97 е закупен от Болоня, където отново играе заедно с Шалимов. През първите си 2 сезона в Болоня Коливанов блести, вкарвайки 11 попадения през 1996/97 и 9 през 1997/98. През август 1999 отново се контузва тежко. След още поредица контузии, Коливанов решава да сложи край на кариерата си.

## Като треньор
През 2002 става треньор на юношеската формация на Русия до 19 години. През 2006 става европейски шампион с юношите на Русия до 17 години. Между 2009 и 2010 води младежкия отбор на „сборная“. От май 2012 е треньор на ФК Уфа.